# Walda Barrios Klee
Walda Elena Barrios-Klee Ruiz (Guatemala, 8 de septiembre de 1951-28 de abril de 2021) fue una socióloga, activista y militante política, luchadora social e investigadora académica guatemalteca. 
Pionera de los estudios feministas en Chiapas, México, y creadora del Taller de Investigación sobre la Mujer y de la revista Antzetik (mujer en tsotsil) en la década de 1980, una de las primeras revistas feministas en Chiapas, generada como un espacio de lucha contra la violencia que logró reunir a mujeres urbanas, rurales, universitarias, mujeres marginadas y migrantes guatemaltecas en situación de refugio en San Cristóbal de las Casas, Chiapas. Fue condecorada con la medalla ONAM y el sello Vilma Espín para defensoras de los derechos de las mujeres, y candidata a la vicepresidencia por la Unidad Revolucionaria Nacional Guatemalteca (URNG) de Guatemala.

## Vida personal y formación política
De gran afinidad ideológica socialista, Walda Barrios usaba el apellido Klee, como parte de un tributo a su padre y su tío, quienes también eran luchadores sociales.
Después del golpe de Estado a Jacobo Árbenz, gran parte de su infancia vivió en la embajada de México, en donde se mantuvo bajo exilio junto a su familia, esto la llevó a considerarse descendiente y heredera de la lucha socialista. Se trasladó a México buscando asilo en dos ocasiones; primero, a los 6 años de edad, debido a que su padre tenía un rol relevante durante las reformas agrarias de Árbenz; y posteriormente, cuando fue refugiada junto a Antonio Mosquera, su pareja, durante los años ochenta debido al genocidio, secuestros y desapariciones durante la política de contrainsurgencia en Guatemala.

## Trayectoria académica y profesional
Walda Barrios fue licenciada en Ciencias Jurídicas y Sociales por la Universidad de San Carlos de Guatemala, en 1976; hizo su maestría en Sociología e hizo una especialización en Sociología Rural en la Pontificia Universidad Católica de Ecuador; y realizó su doctorado en Sociología por la Universidad Pontificia de Salamanca. Además fue coordinadora del Programa de Estudios de Género y Feminismos del Flacso, siendo docente desde 1980.

## Aportaciones académicas y en la defensa de las mujeres
Del 2001 al 2003, dirigió la revista “Equidad de Género”, de la Facultad Latinoamericana de Ciencias Sociales, Flacso, en Guatemala.
También fue parte de varios movimientos de mujeres y movimientos de izquierda en Guatemala. Tomó la presidencia de la Junta Directiva de la Unión Nacional de Mujeres Guatemaltecas (UNAMG) y también fue parte del primer Encuentro Mesoamericano de Estudios de Género, dentro del Grupo Asesor de la Sociedad Civil para ONU Mujeres. En los medios de comunicación promovió el programa radiofónico “Caracoleando desde la academia” de la Radio Universidad.

## Obras
Dentro de sus publicaciones destacables, fue coautora de:
- “Mujeres Mayas y Cambio Social”, “Colección Estudios de Género, No. 1” (2001),

- “Mirando el presupuesto público con perspectiva de género”

- “Trabajo femenino y crisis económica” (1993)

- “Sexualidad y religión en los Altos de Chiapas” (1995).

- “Diálogos sobre violencias y juventudes”
- “Mujeres escribas tejedoras de pensamientos”
- “Caminos recorridos: luchas y situación de las mujeres a trece años de los Acuerdos de Paz de 2010”
- “Guatemala sobre la situación de post conflicto e impunidad como causas estructurales del feminicidio en el años 2010”.
- Trabajo femenino y crisis económica. Impacto en la familia Chiapaneca (1993)
- "Luchas y situación de las mujeres a trece años de los Acuerdos de Paz" (2010)
- Sexualidad y Religión en los Altos de Chiapas (1995), junto con Leticia Pons Bonals (Ruiz-Trejo, 2021b).

En la revista Antsetik abordó a las mujeres en situación de cárcel, esposas de presos, mujeres en el contexto religioso y mujeres organizadas en la región de los Altos de Chiapas.